# Fernando Francisco Reges
Fernando Francisco Reges (sinh ngày 25 tháng 7 năm 1987) được biết với cái tên thân mật Fernando, là cầu thủ bóng đá chuyên nghiệp người Brasil hiện đang chơi cho câu lạc bộ Sevilla ở Tây Ban Nha.

## Thống kê

### Câu lạc bộ
Tính đến ngày 23 tháng 4 năm 2016
| Câu lạc bộ      | Mùa giải     | Giải đấu | Giải đấu | Cúp quốc gia | Cúp quốc gia | Châu Âu | Châu Âu | Cúp liên đoàn | Cúp liên đoàn | Tổng cộng | Tổng cộng |
| Câu lạc bộ      | Mùa giải     | Trận     | Bàn      | Trận         | Bàn          | Trận    | Bàn     | Trận          | Bàn           | Trận      | Bàn       |
| --------------- | ------------ | -------- | -------- | ------------ | ------------ | ------- | ------- | ------------- | ------------- | --------- | --------- |
| Estrela Amadora | 2007–08      | 26       | 1        | 0            | 0            | 0       | 0       | 0             | 0             | 26        | 1         |
| Tổng cộng       | Tổng cộng    | 26       | 1        | 0            | 0            | 0       | 0       | 0             | 0             | 26        | 1         |
| Porto           | 2008–09      | 25       | 0        | 3            | 0            | 10      | 0       | 2             | 0             | 40        | 0         |
| Porto           | 2009–10      | 25       | 0        | 6            | 0            | 6       | 0       | 1             | 0             | 39        | 0         |
| Porto           | 2010–11      | 21       | 0        | 4            | 0            | 14      | 1       | 1             | 1             | 41        | 2         |
| Porto           | 2011–12      | 22       | 1        | 1            | 0            | 9       | 0       | 2             | 0             | 34        | 1         |
| Porto           | 2012–13      | 24       | 1        | 0            | 0            | 6       | 0       | 2             | 0             | 33        | 1         |
| Porto           | 2013–14      | 25       | 0        | 4            | 1            | 11      | 0       | 4             | 0             | 45        | 1         |
| Tổng cộng       | Tổng cộng    | 142      | 2        | 18           | 1            | 56      | 1       | 12            | 1             | 228       | 5         |
| Manchester City | 2014–15      | 25       | 2        | 3            | 0            | 0       | 0       | 5             | 0             | 33        | 2         |
| Manchester City | 2015–16      | 22       | 2        | 5            | 0            | 3       | 0       | 6             | 0             | 36        | 2         |
| Total           | Total        | 47       | 4        | 8            | 0            | 3       | 0       | 11            | 0             | 69        | 4         |
| Career Total    | Career Total | 205      | 7        | 26           | 1            | 16      | 1       | 67            | 1             | 314       | 10        |

## Danh hiệu

### Câu lạc bộ
Vila Nova
- Campeonato Goiano: 2005[3]

Porto
- Primeira Liga: 2008–09, 2010–11, 2011–12, 2012–13[4]
- Taça de Portugal: 2008–09, 2009–10, 2010–11[4]
- Supertaça Cândido de Oliveira: 2009, 2010, 2012, 2013[4]
- UEFA Europa League: 2010–11[5]

Manchester City
- Football League Cup: 2015–16[6]

Galatasaray
- Süper Lig: 2017–18,[7] 2018–19[8]
- Turkish Cup: 2018–19[9]

Sevilla
- UEFA Europa League: 2019–20,[10] 2022–23[11]

### Đội tuyển quốc gia
U20 Brazil
- South American Youth Championship: 2007